# The Melancholy Hussar of the German Legion
The Melancholy Hussar of the German Legion is een kort verhaal van de Engelse schrijver Thomas Hardy. Hij voltooide het verhaal in oktober 1889. Zoals destijds gebruikelijk werd het eerst gepubliceerd in een (literair) tijdschrift. Het verscheen in 1890 in twee opeenvolgende afleveringen van het weekblad Bristol Times and Mirror. Eerder had Hardy uitgebreid onderzoek gedaan naar de historische achtergronden voor zijn in 1880 verschenen roman The Trumpet-Major en mogelijk ontstond dit verhaal mede op basis van die gegevens. 
De schrijver had het verhaal in 1888 bijna af voor het nieuwe tijdschrift Universal Review toen hij op andere gedachten kwam en een meer bijdetijds stuk wilde schrijven. Het verhaal verdween voor een jaar op de plank. De uitgever Tillitson van het krantensyndicaat Tillitson and Son weigerde in september 1889 het manuscript van de roman Tess of the d'Urbervilles, maar om de goede relatie in stand te houden vroeg hij Hardy om een kort verhaal voor snelle publicatie. Hierop voltooide de schrijver het verhaal, dat hij in oktober van dat jaar instuurde.
In juni 1890 verscheen het verhaal in de bundel Three Notable Stories en in 1894 werd het opgenomen in de collectie Life's Little Ironies. In de editie van 1912 verplaatste Hardy het verhaal echter naar de bundel Wessex Tales.
Het verhaal komt ook voor in de bundel The Distracted Preacher and Other Tales in de serie Penguin English Library. Deze verzameling, onder redactie van Susan Hill, verscheen voor het eerst in 1979 en bevat naast 'The Melancholy Hussar' nog twee verhalen die ook voorkomen in Wessex Tales: The Distracted Preacher en The Withered Arm.

## Achtergrond
Het verhaal speelt zich af aan het prille begin van de 19e eeuw, ten tijde van de Engelse betrokkenheid bij de napoleontische oorlogen. Koning George III was ook keurvorst van Hannover, waar hij soldaten rekruteerde om mee te vechten tegen de Fransen. Dit verklaart de aanwezigheid van Duitse regimenten in Engeland. De strijd zit een beetje in het slop, men is oorlogsmoe, en als het verhaal eindigt, in juni 1801, zijn de onderhandelingen over een verdrag in voorbereiding.
Hardy beschrijft hoe hij de geschiedenis zelf hoorde uit de mond van de hoofdpersoon, Phyllis Grove, toen zij 75 jaar oud was en hijzelf nog maar 15. Zij bezwoer hem haar verhaal geheim te houden tot zij dood, begraven en vergeten zou zijn.

## Het verhaal
Phyllis Grove is de jonge dochter van een voormalig arts, die zijn beroep heeft opgegeven en een teruggetrokken leven leidt in een afgelegen dorp in Wessex. Hij is depressief van aard en houdt zijn dochter kort, waardoor zij weinig sociale contacten heeft. Niettemin ontmoet zij op een dag een zekere Humphrey Gould, die belangstelling voor haar toont. Hij is weliswaar verarmd, maar behoort tot een hogere sociale klasse dan zij en haar vader moedigt een verdere toenadering aan. Dit leidt uiteindelijk tot een huwelijksaanzoek en een verloving. Gould stelt nadere stappen echter uit met onder andere het excuus dat hij voor zijn oude zieke vader moet zorgen. Verder contact bestaat slechts uit brieven waarin van weinig meer dan beleefde affectie sprake is.
Inmiddels vestigt een regiment Duitse soldaten zich in de directe omgeving, aangezien de koning de gewoonte heeft opgevat zich in de zomermaanden te verpozen in Weymouth, waardoor het hof en verdere aanhang zich daarheen verplaatst. Ook een afdeling van de York Hussars slaat er zijn kamp op. Phyllis heeft de gewoonte opgevat om zich aan het eind van de tuin op een muurtje te posteren om te zien wat er zich voordoet. Hier raakt zij in contact met een van de soldaten die daar regelmatig wandelt, Tina Matthäus, die kennelijk hevig te lijden heeft van heimwee naar zijn mooie vaderland en zijn daar verblijvende moeder. Dit sentiment heerst overigens alom in het regiment, dat zich op deze vreemde bodem nauwelijks thuis voelt. Allengs ontstaat er een verstandhouding tussen de twee, die echter niet verder voert dan het af en toe vasthouden van een hand. Als Phyllis via via verneemt dat Goulds trouwbelofte niet oprecht zou zijn geweest, richt zij zich op de knappe militair. De ontwaakte passie van de Duitser leidt tot een gewaagd plan en hij stelt Phyllis voor samen te ontsnappen aan hun huidige leven en opnieuw te beginnen in zijn vreedzame vaderland. Dit plan houdt echter in dat hij moet deserteren, met alle mogelijke gevolgen van dien.

Aangezien zij van haar verre verloofde nauwelijks enige toezegging krijgt, stemt zij toe in het gewaagde plan en met behulp van Tina's vriend Christoph wordt een ontsnappingsplan ontwikkeld. Zij posteert zich op een afgesproken tijd en plaats in afwachting van de gebeurtenissen. Daar doet zich echter een typisch Hardiaanse ontwikkeling voor: vanuit haar schuilplaats ziet Phyllis een rijtuig naderen, waaruit haar verloofde Gould stapt, die, zoals zij verneemt, kennelijk spijt heeft van zijn absentie en met een geschenk komt om het met haar goed te maken. De twijfel slaat toe over wat nu te doen. Zij besluit tot een zeker leven in haar vaderland boven een buitenlands avontuur, zeker als Tina niet echt aandringt.
In het vervolg blijkt echter dat Gould met zijn geschenk alleen uit is op een ontheffing van zijn trouwbelofte, aangezien hij inmiddels is getrouwd met een rijke dame uit zijn eigen klasse.
Een dramatische ontknoping vindt plaats als Phyllis zich op haar inmiddels vertrouwde plekje op de muur aan het eind van haar tuin posteert en daar moet waarnemen hoe twee soldaten wegens desertie worden geëxecuteerd: haar vriend Tina en diens kompaan zijn gesnapt als deserteurs en worden als afschrikwekkend voorbeeld terechtgesteld.